# Isidore Isou
Isidore Isou vlastním jménem Jean-Isidore Goldstein (29. ledna 1925 – 28. července 2007) byl francouzský spisovatel a režisér rumunského původu. Je považován za zakladatele lettristů.
Roku 1942 založil směr, který se nazývá lettrismus, jeho podstatou je organizace písmen, kdy za základ tvorby považuje abecedu. Aby mohl vytvořit tzv. čistou prózu rozšířil abecedu a dalších 19 znaků. Téhož roku odešel do Paříže, kde žil až do své smrti.
V České republice (resp. Československu) je hlavním představitelem lettrismu Eduard Ovčáček.

## Dílo
- Úvod do nové poezie a nové hudby – 1947, zde formuloval své pojetí literatury, které mělo zásadní vliv na zpívanou a recitovanou poezii mezi roky 1950 – 1965
- Přesné údaje o mé poezii a o mně s Deseti skvělými básněmi – 1950